# Regno di Isabella II di Spagna
Il Regno di Isabella II è il periodo della storia contemporanea spagnola compreso tra la morte di Ferdinando VII nel 1833 e il trionfo della Rivoluzione del 1868, che ha costretto la regina all'esilio. Il suo regno è diviso in due grandi fasi: la Minore età (1833-1843), durante il quale hanno assunto la reggenza prima sua madre Maria Cristina di Borbone-Due Sicilie, e poi il generale Baldomero Espartero; e il Regno effettivo, che inizia nel 1843, con la dichiarazione da parte del Parlamento della sua maggiore età, sebbene avesse solo tredici anni. Il suo regno ha visto la configurazione dello Stato liberale in Spagna.
Alla morte di Ferdinando VII di Spagna il 29 settembre 1833, sua moglie Maria Cristina di Borbone-Due Sicilie assunse la reggenza con l'appoggio dei liberali, in nome di sua figlia e futura regina, Isabella II. Il conflitto con suo cognato, Carlo Maria Isidoro di Borbone, che aspirava al trono in virtù della pretesa vigenza della legge Salica, tuttavia già derogata in favore di Carlo IV e dello stesso Ferdinando VII, portarono la Spagna alla Prima Guerra Carlista.
Dopo la breve reggenza di Espartero successiva alla reggenza di Maria Cristina di Borbone-Due Sicilie, Isabella II fu proclamata maggiore di età, nonostante avesse solo tredici anni, con risoluzione del Parlamento nel 1843. Inizia così il Regno effettivo di Isabella II, che suole dividersi in quattro periodi: il decennio moderato (1844-1854); il biennio progressista (1854-1856); la fase dei governi dell'Unione liberale (1856-1863) e la crisi finale (1863-1868).

Il regno di Isabella II è stato caratterizzato da un tentativo di modernizzazione della Spagna, tuttavia contenuto dalle tensioni interne dei liberali, dalla pressione che hanno continuato ad esercitare i sostenitori dell'assolutismo più o meno moderato, dai governi completamente influenzati dall'apparato militare, dal fallimento finale per le difficoltà economiche, e dalla decadenza dell'Unione liberale, che hanno portato la Spagna all'esperienza del Sessennio democratico. Hanno influito notevolmente nel regno della regina Isabella anche la personalità della stessa regina, senza carattere per governare, e pressata in ogni momento dal Parlamento, dalla propria madre, ed anche dai generali Narváez, Espartero e O'Donnell. Ciò ha impedito il consolidamento della transizione dal Vecchio regime verso lo Stato liberale, di tal modo che la Spagna ha raggiunto l'ultimo trentennio del XIX secolo in condizioni sfavorevoli rispetto ad altre potenze europee.

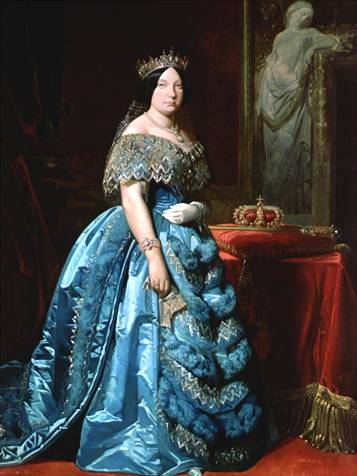
Isabella II

## Le Reggenze di Maria Cristina e di Espartero
La Reggenza di Maria Cristina fu caratterizzata dalla guerra civile e dallo scontro fra i sostenitori di Isabella II e coloro che appoggiavano Carlo Maria Isidoro di Borbone (i cosiddetti "carlisti"). L'assolutista Francisco Cea Bermúdez fu il primo presidente del consiglio dei ministri, sostituito poco dopo da Francisco Martínez de la Rosa il quale convinse la reggente a promulgare lo Statuto reale del 1834, una costituzione che non riconosceva la sovranità nazionale e che comportava un arretramento rispetto alla più avanzata Costituzione di Cadice del 1812, concessa da Ferdinando VII.
Il fallimento dei liberali conservatori o "moderati" portò al potere i liberali progressisti nell'estate del 1835. La figura più prominente di questo periodo fu Juan Álvarez Mendizábal, politico ed economista di grandi doti e prestigio che riuscì a fermare le sollevazioni liberali in tutto il paese e a iniziare le prime riforme politiche ed economiche. Dopo le dimissioni di Mendizabal, arrivò la costituzione spagnola del 1837 per mano di José María Calatrava. Nell'approvare questa nuova costituzione era evidente l'obbiettivo di unire lo spirito della Costituzione di Cadice e ottenere il consenso fra i due maggiori partiti dell'epoca, moderati e progressisti.

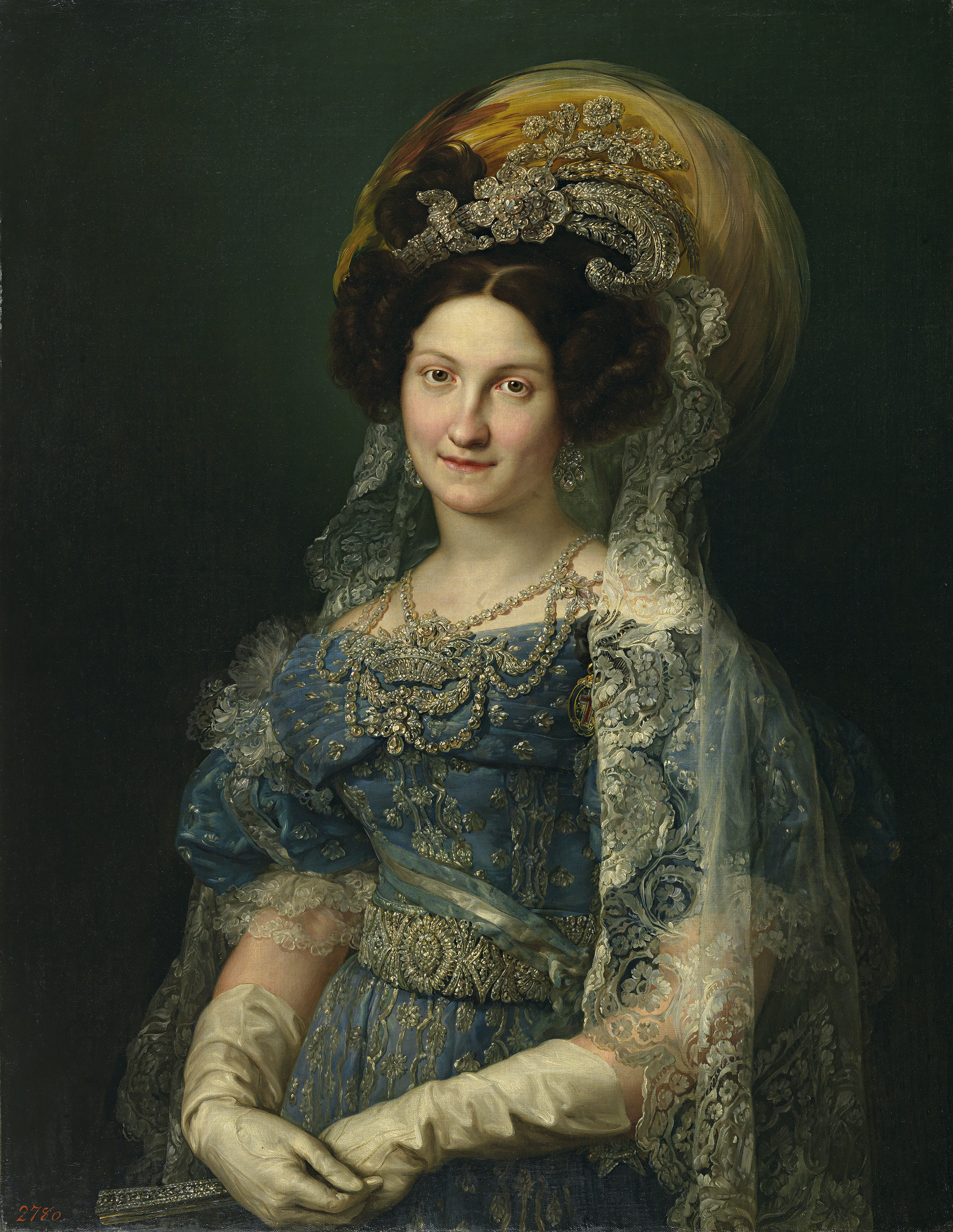
Maria Cristina di Borbone-Due Sicilie.

La Guerra Carlista generò gravi problemi economici e polítici. La lotta contro l'esercito carlista obbligò la reggente a depositare buona parte della sua fiducia nei militares cristinos, tra cui si mise in mostra il generale Espartero che fu incaricato di certificare la vittoria finale nel Convenzione di Oñate. Questa situazione, nella quale i militari sostituivano i deboli partiti politici, provocò una crisi di governo.
Nel 1840, Maria Cristina, cosciente della sua debolezza, cercò di arrivare ad un accordo con Espartero, però egli appoggiò repentinamente i progressisti quando il 1º settembre scoppiò la rivoluzione liberale a Madrid. Maria Cristina fu obbligata ad lasciare la reggenza in favore di Espartero e a fuggire in Francia.
Il 12 ottobre 1840, con un ampio appoggio, Espartero assunse la reggenza, ma abbandonò lo spirito liberale che gli permise ottenere il potere, esercitando la reggenza in forma dittatoriale. Dalla loro parte i conservatori, capeggiati da Leopoldo O'Donnell e Narvaez non appoggiarono Espartero. Nel 1843 il deterioramento politico e economico raggiunse proporzioni colossali e la impopolarità di Espartero aumentò in tal maniera, tanto che i liberali, che la avevano appoggiato tre anni prima, cospiravano contro di lui. Dopo la sollevazione del giugno del 1843 Espartero fu costretto a fuggire a Londra.

## La maggiore età della regina Isabella II
Con la caduta di Espartero, la cerchia della classe politica e militare si convinse che non si doveva formare una nuova reggenza, al contrario bisognava riconoscere la maggiore età della regina, anche se in realtà aveva solamente dodici anni. Così iniziò il regno di Isabella II che fino al 1868 fu un periodo di instabilità politica che marcò la Spagna dell'Ottocento. Durante questo periodo cambiò la situazione politica, di cui se ne possono evidenziare tre: il decennio moderato (fino al 1854), il biennio progressista (fino al 1856) e i governi dell'Unione Liberale (fino al 1868).

### Un inizio tormentato
Isabella II fece giuramento sulla costituzione del 1837 il 10 novembre 1843. Subito dopo chiese al progressista Salustiano Olozaga, che aveva patteggiato il ritorno dall'esilio della madre Maria Cristina, la formazione del suo primo governo. Tuttavia, dopo essere stato accusato di aver complottato contro la regina, Olozaga dovette dimettersi, ponendo anche fine all'accordo tra moderati e progressisti.
Gonzalez Bravo, nominato presidente del consiglio il 1º dicembre, propose immediatamente di discutere alla Camera l'accusa contro Olozaga. Durante le sessioni venne dimostrata la falsità dell'accusa, però la maggioranza parlamentare che deteeva Gonzalez Bravo gli permise di vincere la votazione, così Olozaga dovette riparare in Inghilterra. Intanto scoppiarono alcune ribellioni: ad Alicante la ribellione di Boné durò per oltre quaranta giorni.

### Il decennio moderato (1844-1854)

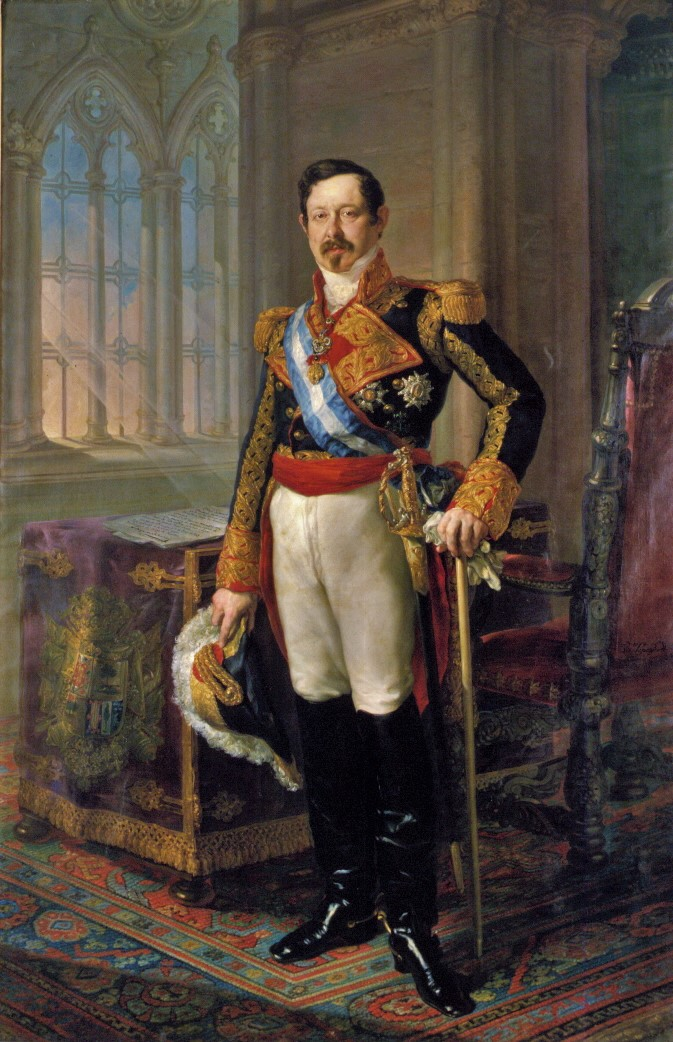
Ramon Maria Narvaez

Successivamente la leadership del Partito moderato si ritrovò in Narváez, il quale assunse la presidenza del governo il 4 maggio 1844, dando inizio al cosiddetto "decennio moderato". In questo periodo di relativa stabilità, i moderati cercarono di rafforzare il potere centrale.
La divisione del Partito Moderato fu evidente sin dai primi momenti e ciò portò all'instabilità provocando le dimissioni di Narváez, avvenute nel febbraio del 1846. Sebbene la ex reggente Maria Cristina avesse tentato di far sposare Isabella con l'erede al trono francese, destando le ire della Gran Bretagna, la quale pretendeva che fosse rispettato il Trattato di Utrecht del 1713, alla fine la regina Isabella si sposò con Francisco de Asís de Borbón nell'ottobre del 1846.

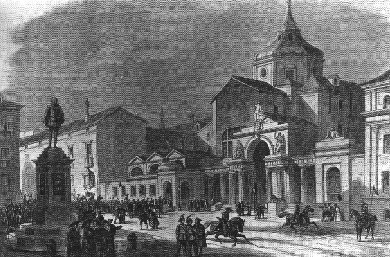
Incisione del Palazzo delle Cortes

Dopo il governo di Francisco Javier de Istúriz, che durò fino al 28 gennaio 1847, nello stesso anno, da gennaio a ottobre, si susseguirono tre governi di brevissima durata. Il 4 ottobre fu nominato presidente del consiglio nuovamente Narváez, che designò come ministro dei lavori pubblici il conservatore Bravo Murillo. Il nuovo governo fu abbastanza stabile fino a che scoppiarono i moti del 1848, che interessarono la Spagna centrale, immediatamente repressi; inoltre si consumò la rottura diplomatica con la Gran Bretagna, accusata di aver fomentato la seconda guerra carlista. Narváez si scontrò con la regina, il re consorte, i liberali e gli assolutisti. Il governo di Narváez durò fino al 1851, quando fu sostituito da Bravo Murillo.
Nel governo conservatore di Bravo si evidenziò un alto grado di corruzione pubblica, frutto di una grande crescita economica disordinata e di intrighi interni per ottenere vantaggi nelle concessioni pubbliche, situazione nella quale era implicata la famiglia reale al completo. Bravo Murillo morì nel 1852. Si succedettero tre governi fino al luglio del 1854. Intanto Leopoldo O'Donnell, vecchio collaboratore della ex reggente Maria Cristina, si unì ai moderati più liberali e trattò per organizzare una sollevazione, contando su un buon numero di ufficiali e alcune figure che, in seguito, furono eccezionali politici come Antonio Cánovas del Castillo. Il 28 giugno O'Donnell, che si era nascosta a Madrid, si unì a diverse forze e si scontrò con le truppe leali al governo a Vicálvaro, conosciuta come La Vicalvarada, fino a che non risultò un chiaro vincitore. Tra la fine di giugno e l'inizio di luglio si unirono alla rivolta anche altre truppe di stanza a Barcellona. Il 17 luglio, a Madrid scoppiò la violenza, ponendo in pericolo la vita della madre della regina, la quale dovette fuggire. Le barricate diedero la vittoria al popolo ormai stanco della difficile situazione.
Inoltre, durante il decennio moderato si cercò di trovare una riappacificazione con la Santa Sede, dopo l'incameramento dei beni ecclesiastici operato da Mendizabal, mediante la firma di un Concordato nel 1851.

### Il Biennio progressista
Il 28 luglio 1854 entrarono a Madrid Espartero e O'Donnell acclamati come eroi. La Regina incaricò Espartero di formare un nuovo governo il quale si vide obbligato a nominare O'Donnell come Ministro della Guerra. Iniziava una difficile coabitazione tra Espartero e O'Donnell, il primo di posizioni liberali, mentre il secondo era di posizioni conservatrici. Dopo una situazione instabile, culminata all'insurrezione carlista a Valencia la regina preferì dare la presidenza del governo a O'Donnell. Le due parti si affrontarono il 14 e il 15 luglio 1856, ma Espartero preferì ritirarsi.

### I governi dell'Unione liberale

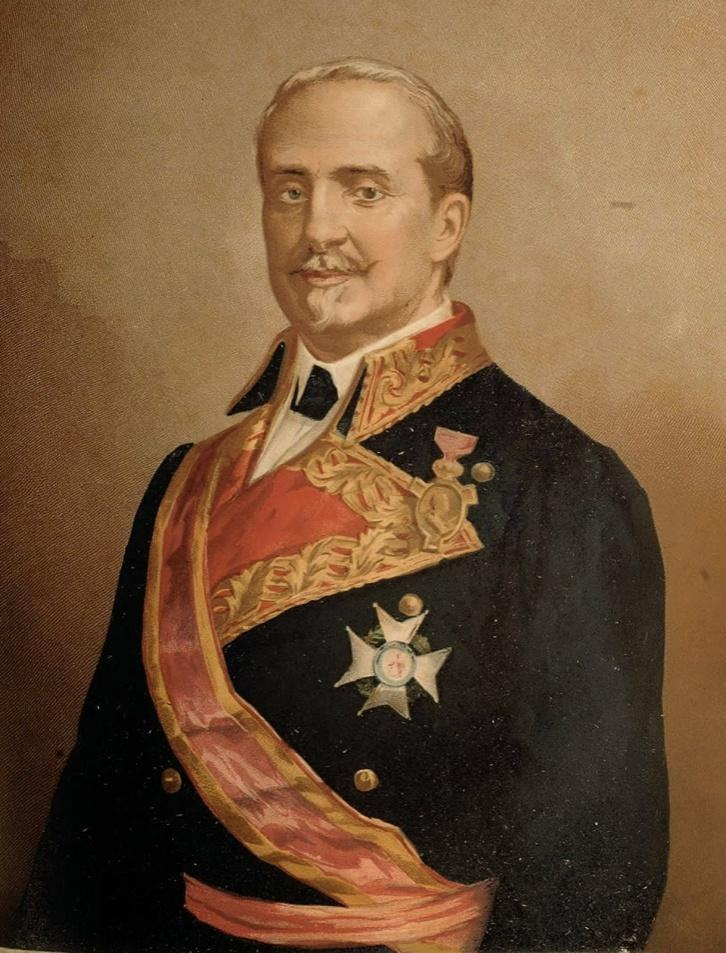
Il Generale O'Donnell che fu protagonista della Vicalvarada che diede inizio al Biennio Progressista e fu l'artefice dei governi dell'Unione Liberale.

Una volta che O'Donnell fu nominato Presidente del Consiglio dei Ministri, restaurò la Costituzione del 1845 con un Acta Adicional con cui trattò di avvicinarsi ai settori più liberali. Le lotte tra le distinte fazioni moderate e liberali, e all'interno di esse, continuarono. Dopo i successi di luglio, la debolezza politica di O'Donnell fece in modo che la regina si decidesse a cambiare nuovamente il governo, così salì al potere ancora Narváez il 12 ottobre 1856. Tuttavia la instabilità politica continuava e la regina si vide costretta ad offrire la presidenza a Bravo Murillo, il quale però la rifiutò, e al generale Francisco Armero, durando meno di tre mese. Il 14 gennaio 1858 ascese al potere Francisco Javier de Istúriz.
Con il ritorno di O'Donnell iniziò il governo dell'Unione Liberale. Il 30 giugno 1858, O'Donnell formò il governo, riservandosi il ministero della guerra. Il governo durò per quattro anni e messo, fino al 17 gennaio 1863, diventando il governo più stabile di quel periodo. Anche se si succedettero alcuni cambi, non contò mai più di una dozzina di ministri. Le persone chiave del nuovo esecutivo furono il ministro dell'economia Pedro Salaverria e il ministro dell'interno José de Posada Herrera. Venne ripristinata la costituzione del 1845 e nelle elezioni del 28 settembre 1858 l'Unione Liberale ottenne il controllo assoluto del potere legislativo. In questo periodo furono costruite le prime ferrovie e venne riformata anche l'amministrazione pubblica. Nonostante ciò il governo non fu capace di arginare la corruzione, non approvò l'annunciata legge sulla stampa e dal 1861 iniziò a perdere l'appoggio parlamentare.

#### Rivolte carliste e contadine
Nel 1860 scoppiò la rivolta di San Carlos de la Rápita, promossa dal pretendente al trono Carlos Luis di Borbone nell'intento di sbarcare nelle vicinanze di Tarragona partendo dalle Baleari con un reggimento di militari a lui fedeli per iniziare una nuova guerra carlista. Nel frattempo scoppiò la rivolta contadina Loja con a capo il veterinario Rafael Perez del Alamo, il quale fu il primo movimento contadino in difesa della terra e del lavoro, che venne represso con il sangue.

#### Politica estera
La Spagna aveva sofferto, dopo l'indipendenza dei paesi sudamericani e la sconfitta patita a Trafalgar un forte ridimensionamento della sua potenza coloniale, proprio nel periodo in cui la Francia e la Gran Bretagna diventarono le due più grandi potenze coloniali dell'Ottocento. Data la situazione, la politica estera del regno di Isabella cercò di tenere la Spagna come potenza di secondo ordine.
Il panorama europeo, dopo la sconfitta di Napoleone Bonaparte, era cambiato. Francia e Gran Bretagna non si scontrarono in continue guerre come nel Settecento e si erano alleate, aiutando anche Isabella II a tenere il trono. Dall'altra parte l'Austria, la Russia e la Prussia, stati conservatori, erano partitarie dei carlisti ai quali prestavano appoggio. In queste circostanze la Spagna, assieme al Portogallo, fece parte della Quadruplice alleanza.
Durante i governi dell'Unione Liberale, e ancor prima nel 1848, la Spagna si sentì forte per tentare di recuperare, almeno in parte, le sue passate glorie, sebbene con la condiscendenza delle potenze che la proteggevano. Così furono intraprese, con il consenso del popolo, alcune spedizioni "patriottiche": a Cocincina, in Crimea, in Africa, in Messico e nel Pacifico.

### La caduta del governo dell'Unione Liberale
Nel 1861 si moltiplicò la politica contro il governo di O'Donnell da parte del Partito Moderato e di quello Progressista. Inoltre abbandonarono l'Unione Liberale anche personaggi influenti come Cánovas, Antonio de los Ríos Rosas e il generale Prim. A questi si unirono numerosi membri dell'esercito e della borghesia catalana. Le liti nel governo non si risolsero nemmeno con l'uscita di scena di Posada Herrera nel gennaio del 1863, così agli inizi di marzo la regina accettò le dimissioni di O'Donnell.

### Decadenza e fine del regno
La sostituzione non era facile. I partiti tradizionali dovevano affrontare diversi problemi al loro interno. I moderati furono coloro che, attraverso del generale Fernando Fernandez de Cordova, offrirono la possibilità di formare un governo. I progressisti con Pascual Madoz, consideravano conveniente la dissoluzione delle Cortes. Alla fine la regina affidò il governo a Manuel Pando Fernandez de Pineda, conte di Miraflores, ma la sua presidenza durò solamente fino al gennaio del 1864. Tra il 1864 e il 1868, si succedettero ben sette governi; la situazione politica in Spagna era molto instabile con continui cambi di governi e con continue rivolte represse con il sangue dai deboli governi autoritari. Nel settembre del 1868 scoppiò la rivoluzione, dando inizio al cosiddetto sessennio democratico. La regina Isabella II fu costretta all'esilio.